# Xaenapta
Xaenapta es un género de escarabajos longicornios de la tribu Acanthocinini.

## Especies
- Xaenapta bakeri Fisher, 1925
- Xaenapta basilana Breuning, 1956
- Xaenapta celebiana Breuning, 1959
- Xaenapta denticollis Fisher, 1925
- Xaenapta gilmouri Breuning, 1962
- Xaenapta latimana Pascoe, 1864
- Xaenapta perakensis Breuning, 1959
- Xaenapta timorensis Breuning, 1962